# Just a Little Bit of You
A Just a Little Bit of You című dal az amerikai Michael Jackson énekes 1975 áprilisában megjelent kislemeze a Forever, Michael című negyedik stúdióalbumról. A Ben 1972-es sikere óta eltelt három évben ez a dal lett az énekes legnagyobb slágere. Az amerikai Pop Singles slágerlistán a 23. helyezést érte el, míg a Soul Singles listán a 4. lett.

## Megjelenések
7"  Kanada Motown – M 1349F
- A	Just A Little Bit Of YouProducer – Brian Holland, Written-By – B. Holland*, E. Holland* 3:08
- B	Dear Michael Arranged By – James Carmichael*,Producer – Hal Davis, Written-By – E. Willensky*, H. Davis* 2:37

## Slágerlista
| Slágerlista (1975)         | Legjobb helyezés |
| -------------------------- | ---------------- |
| Billboard Hot 100          | 23               |
| Billboard Hot Soul Singles | 4                |